# Hökməli
Hökməli (również Gekmaly i Geokmaly) to miejscowość i gmina w rejonie Abşeron w Azerbejdżanie. Liczba ludności wynosi 4463.